# Nikolai Dmitrijewitsch Kondratjew

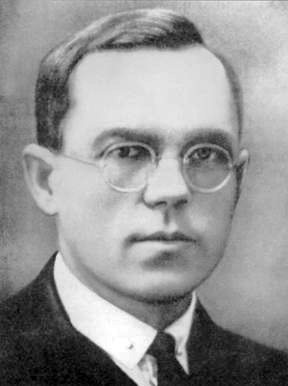
Nikolai Dmitrijewitsch Kondratjew

Nikolai Dmitrijewitsch Kondratjew (russisch Николай Дмитриевич Кондратьев, wiss. Transliteration Nikolaj Dmitrievič Kondrat’ev, oft Kondratieff oder Kondratiev transkribiert; * 4. Märzjul. / 16. März 1892greg. in Galujewskaja bei Witschuga; † 17. September 1938 in Kommunarka) war ein sowjetischer Wirtschaftswissenschaftler und gilt als einer der ersten Vertreter der zyklischen Konjunkturtheorie (Kondratjew-Zyklen).

## Leben
Kondratjew wurde im zentralrussischen Dorf Galujewskaja als Sohn einfacher Bauern geboren. Nach dem Besuch der Grundschule konnten die Eltern nicht die finanziellen Mittel für eine höhere Schulbildung aufbringen. Der jugendliche Nikolai Kondratjew eignete sich den Unterrichtstoff auf autodidaktischem Wege an und bestand 1911 das Abitur. In dieser Zeit setzte er sich im damaligen Russischen Reich für einen demokratischen Wandel und die Sozialistische Partei ein. Aufgrund dessen wurde er 1905 und 1911 mehrfach festgenommen. Nach dem Abitur studierte er an der Universität Sankt Petersburg bis 1915 Jura. Während dieser Zeit betätigte er sich als Lehrer für Arbeiter.
Nach dem Studienabschluss erhielt er einen Posten in der Verwaltung des Distriktes Petersburg. Im Frühjahr 1917 nahm er an der Februarrevolution teil, in deren Folge er in die Verfassungsgebende Nationalversammlung gewählt wurde. Bis zur Oktoberrevolution der Bolschewiki im Herbst 1917 war er als Vize-Ernährungsminister in der Übergangsregierung Kerenski tätig.
In Moskau gründete Kondratjew 1920 das Konjunkturinstitut, wo er an der Ausarbeitung des ersten Fünfjahresplans für die Landwirtschaft in der Sowjetunion beteiligt war. Er plädierte für marktwirtschaftliche Strukturen und wollte die Landwirtschaft erst dann kollektivieren, wenn ausreichende Kapitalien für landwirtschaftliche Großmaschinen verfügbar seien. Im Jahre 1926 veröffentlichte er seine Forschungsergebnisse zu den Langen Wellen in der Konjunktur. Als die eher marktwirtschaftlich orientierte Neue ökonomische Politik (NEP) durch striktes planwirtschaftliches Denken 1928 abgelöst wurde, verlor er mit der Auflösung des Konjunkturinstituts seinen Arbeitsplatz.
Mit seiner Grundthese, dass der Kapitalismus gemäß seinem zyklischen Modell sich nach einer Abschwungphase wieder regenerieren würde, geriet er zusätzlich in Widerspruch zur herrschenden Doktrin, die von einem bevorstehenden, endgültigen Zusammenbruch des marktwirtschaftlich-kapitalistischen Wirtschaftssystems ausging, der damit die Grundlagen einer „Weltrevolution“ schaffen würde. Dies führte 1930 zu seiner Verurteilung zu einer Gefängnisstrafe, die er in Einzelhaft in Susdal verbrachte.
Im Zuge der „Großen Säuberung“ unter Stalin in den Jahren 1936 bis 1938 wurde Nikolai Kondratjew nach acht Jahren Haft schließlich am 17. September 1938 von einem Militärtribunal zum Tode verurteilt und noch am gleichen Tag erschossen.
1987 wurde er von der Sowjetunion rehabilitiert.
Nach Kondratjew ist die 1992 gegründete Internationale Kondratiew-Stiftung benannt worden. Seit 1992 wird von der Russischen Akademie der Wissenschaften der Kondratjew-Preis vergeben.

## Wirken
Aus der Beobachtung von Zeitreihen wirtschaftlicher Indikatoren über 140 Jahre (wie z. B. Preise, Zinsen, Löhne, Wertpapierkurse und Außenhandelsströme in England, Frankreich und den USA) leitete Kondratjew 1926 den Schluss ab, dass die wirtschaftliche Entwicklung der Industriestaaten in etwa fünfzig bis sechzig Jahre dauernden langen Wellen des Auf- und Abschwungs erfolge. Durch wegweisende „Basisinnovationen“ (z. B. Erfindung der Dampfmaschine, des Automobil oder großflächiger Verbreitung des Eisenbahnnetzes oder der Elektrizität) würde aus einem wirtschaftlichen Tief eine Erholung, die zum erneuten Aufschwung führen würde. Die Kondratjew-Zyklen werden daher an der Basisinnovation gemessen, die sich über Jahrzehnte im realen Markt ausbreitet.
Der Kapitalismus sei daher nicht – entsprechend der marxistischen Lehre – zum endgültigen Untergang verurteilt, sondern würde sich in einer erneuten Aufschwungphase eines solchen Zyklus wieder erholen.

## Rezeption
Der österreichische Ökonom und Politiker Joseph Schumpeter prägte ein Jahr nach Kondratjews Tod für lange Konjunkturwellen den Begriff der Kondratjew-Zyklen.
Moderne Vertreter von Kondratjews Theorie wie Erik Händeler erklären die Finanzkrise ab 2007 nicht mit dem Versagen der Finanzmärkte, sondern mit dem Ausbleiben von kostensenkenden Produktivitätssteigerungen. Nachdem die durch Anwendung der Informationstechnologie  möglichen realwirtschaftlichen Produktivitätszuwächse weitgehend ausgereizt sind, fehlt es an rentablen Anlagemöglichkeiten. Deswegen sind die Zinsen niedrig, es kommt zur Blasenbildung an den Finanzmärkten, so wie 1873 nach dem Eisenbahnbau oder 1929 nach der Elektrifizierung. Aus der Sicht der Kondratiewtheorie entsteht der nächste Strukturzyklus jeweils aus den Knappheiten des vorangegangenen.

## Werke
- The Works of Nikolai D. Kondratiev, (zwei Bände, 650 Seiten), Pickering & Chatto,  London 1998, ISBN 9781851962600.
- Die langen Wellen der Konjunktur, in  Archiv für Sozialwissenschaft und Sozialpolitik, S. 56ff (1926); neu veröffentlicht als 'The Long Waves of Economic Life', übersetzt von Stolper, W.F., Review of Economic Statistics, vol. 17, no. 6, November (Cambridge, Mass.:  Harvard University. Department of Economics, 1935).
- Die Preisdynamik der industriellen und landwirtschaftlichen Waren (zum Problem der relativen Dynamik und Konjunktur), in  Archiv für Sozialwissenschaft und Sozialpolitik, 60 (1928), S. 1–85.